# Björlings gletsjer
67°53′39″N 18°31′43″Ø / 67.89417°N 18.52861°Ø
Björlings gletsjer er en gletsjer (svensk: glaciär) i Kebnekaise-bjergkæden i Kiruna kommune som ligger på Kebnekaises skråninger nedenfor Kebnekaises sydtop. Gletsjeren går ned mod Kitteldalen.
Björlings gletsjerer opkaldt efter Johan Alfred Björling som besteg Sydtoppen via, det nuværende Västra leden.
Bræen har et areal på 1,47 km², en maksimaltykkelse på 225 m, en gennemsnitsdybde på 94 m, og en volumen på 139 km³.

## Galleri
- Björlings gletsjer, set fra Sydtoppen af Kebnekaise